# هوستونیا (میزوری)
هوستونیا (به انگلیسی: Houstonia) یک شهر در ایالات متحده آمریکا است که در شهرستان پتیس، میزوری واقع شده‌است. هوستونیا ۰٫۵۲ کیلومتر مربع مساحت و ۲۲۰ نفر جمعیت دارد و ۲۳۱ متر بالاتر از سطح دریا قرار دارد.